# 페예르의 정리
페예르의 정리(영어: Fejér's theorem)는 푸리에 급수의 체사로 합은 원래 함수로 수렴한다는 정리이다. 헝가리 수학자 페예르 리포트가 증명하였다.
함수 {\displaystyle f:(-\pi ,\pi )\to \mathbb {C} }가 르베그 적분 가능하다 하고, {\displaystyle f(x)}의 푸리에 급수의 {\displaystyle n}번째 체사로 부분합을 {\displaystyle \sigma _{n}(x)}라 하자. 만약 점 {\displaystyle x_{0}}에서 {\displaystyle f}의 좌극한과 우극한이 모두 존재한다면, 다음이 성립한다.
{\displaystyle \sigma _{n}(x_{0})\to {\frac {1}{2}}\left(f(x_{0}+)+f(x_{0}-)\right).}
특히 {\displaystyle f}가 연속이면, {\displaystyle \sigma _{n}}은 {\displaystyle f}로 균등수렴한다.
이때 체사로 부분합은 다음과 같이 정의된다. {\displaystyle f}의 푸리에 급수의 부분합을
{\displaystyle s_{n}(x)=\sum _{k=-n}^{n}c_{k}e^{ikx}}
이라 하면,
{\displaystyle \sigma _{n}(x)={\frac {1}{n}}\sum _{k=0}^{n-1}s_{k}(x)}
이다.

## 참고 문헌
- Zygmund, Antoni (1968), 《Trigonometric series》 2판, Cambridge University Press (1988에 출판됨), ISBN 978-0-521-35885-9.